# Bundesautobahn 33
La Bundesautobahn 33, abbreviata anche in A 33, è una autostrada tedesca che collega la città di Osnabrück con la città di Borchen, dove confluisce nell'autostrada A 44.
Il percorso di 106 km si sviluppa tra la Renania Settentrionale-Vestfalia e la Bassa Sassonia e interseca i percorsi delle A 30 e A 2.
A seconda dei tratti assume anche diverse denominazioni: Teutoburger-Wald-Autobahn tra Osnabrück e Bielefeld, Senneautobahn tra Bielefeld e Paderborn, e Ostwestfalenmagistrale nella restante tratta.

## Percorso
| A 33 |           |                               |      |                |                |
| Tipo | n° uscita | Indicazione                   | km   | Corrispondenze | Strada europea |
|      | 6         | Osnabruck Widukindland        | 63,4 |                |                |
|      | 7         | Osnabruck Lustringen          | 65,5 |                |                |
|      | 8         | Osnabruck Fledder             | 66,9 |                |                |
|      | 9         | Incrocio di Osnabruck Sud     | 68,1 |                |                |
|      | 10        | Harderberg                    | 70,7 |                |                |
|      | 11        | Borgloh - Kloster Oesede      | 74,7 |                |                |
|      | 12        | Hilter                        | 81,3 |                |                |
|      | 13        | Dissen - Bad Rothenfelde      | 84,5 |                |                |
|      | 14        | Dissen Sud                    | 86,8 |                |                |
|      | 15        | Borgholzhausen                | 91,1 |                |                |
|      |           |                               |      |                |                |
|      | 21        | Incrocio di Bielefeld         | 46,7 |                |                |
|      | 22        | Schloss Holte - Stukenbrock   | 40,7 |                |                |
|      | 23        | Stukenbrock - Senne           | 32,9 |                |                |
|      | 24        | Paderborn Sennelager          | 24,3 |                |                |
|      | 25        | Paderborn Schloss Neuhaus     | 19,5 |                |                |
|      | 26        | Paderborn Elsen               | 18,0 |                |                |
|      | 27        | Paderborn Zentrum             | 14,9 |                |                |
|      | 28        | Paderborn Monkeloh            | 12,3 |                |                |
|      | 29        | Borchen                       | 8,4  |                |                |
|      | 30        | Borchen - Etteln              | 4,1  |                |                |
|      | 31        | Incrocio di Wunnenberg Haaren | 0,6  |                |                |